# Блок оппозиционных сил
Блок оппозиционных сил (укр. Блок опозиційних сил, до 27.05.2019 Партия развития Украины) — политическая партия, создаваемая на Украине, преимущественно из бывших членов Партии регионов.

## История создания
11 июня 2014 года в Киеве, с участием более 150 делегатов, состоялся Форум развития Украины. Делегаты форума пришли к мнению, что на Украине пришло время для создания новой политической силы, первоочередными задачами которой будут объединение страны, борьба с коррупцией, создание новых рабочих мест.
По итогам обсуждения на Форуме развития Украины решено создать центристскую партию с названием Партия развития Украины и провести учредительный съезд новой политической силы в течение месяца.
21 июня 2014 года в Киеве прошел ІІІ-й (внеочередной) съезд Партии развития Украины, в котором приняли участие 945 делегатов от всех областей страны.
Новая партия создана путём переименования Прогрессивно-демократической партии.
Во время съезда, Народный депутат Украины Юрий Мирошниченко высказал мнение, что в Партию развития Украины могут войти бывшие члены Партии регионов.
Исполняющим обязанности председателя новой партии съезд избрал Сергея Ларина, бывшего заместителя Главы Администрации 4-го Президента Украины.
Председателем Национального комитета Партии развития Украины избран Юрий Мирошниченко, Народный депутат Украины и экс-представитель 4-го Президента Украины Виктора Януковича в парламенте. Заместителями председателя Национального комитета стали бывший председатель Одесской ОГА Николай Скорик и внефракционный Народный депутат Украины Ирина Горина.
Также на съезде была утверждена программа и устав новой партии.

## Политическая деятельность партии
14 сентября 2014 г., перед досрочными выборами в Раду, партия вошла в «Оппозиционный блок».

## Партия развития Украины на политической карте
Партию развития Украины аналитики Международного центра перспективных исследований (МЦПИ) «Inside Ukraine» называют результатом ребрендинга одной из групп в Партии регионов и желанием Сергея Лёвочкина начать открытую самостоятельную игру на украинской политической шахматной доске.
Эта политическая сила может претендовать на часть электората Партии регионов, который находится в вакууме неопределенности после Евромайдана и президентских выборов 2014.

## Ключевые лица партии
- Мирошниченко, Юрий Романович — председатель Национального комитета партии
- Ларин, Сергей Николаевич — председатель Исполнительного комитета партии
- Шаталов, Александр Сергеевич[9]
- Ермолаев Андрей Васильевич[10]
- Скорик, Николай Леонидович
- Горина Ирина Анатольевна
- Лёвочкин, Сергей Владимирович